# Kringvarp Føroya
Kringvarp Føroya, kurz KVF (deutsch: Rundfunk der Färöer) ist eine öffentlich-rechtliche Rundfunkanstalt auf den Färöern. Die Rundfunkanstalt entstand am 1. Januar 2005 mit der Zusammenlegung vom Fernsehkanal Sjónvarp Føroya und dem Radiokanal Útvarp Føroya und ist außer in den Bereichen Fernsehen und Radio auch im Bereich der neuen Medien tätig. Kringvarp Føroya hat seinen Sitz in Tórshavn, in den Gebäuden, die von Sjónvarp Føroya 1990 bezogen wurden, und ist assoziiertes Mitglied der Nordvision, einem Zusammenschluss staatlicher Rundfunkanstalten in den nordischen Ländern.

## Geschichte

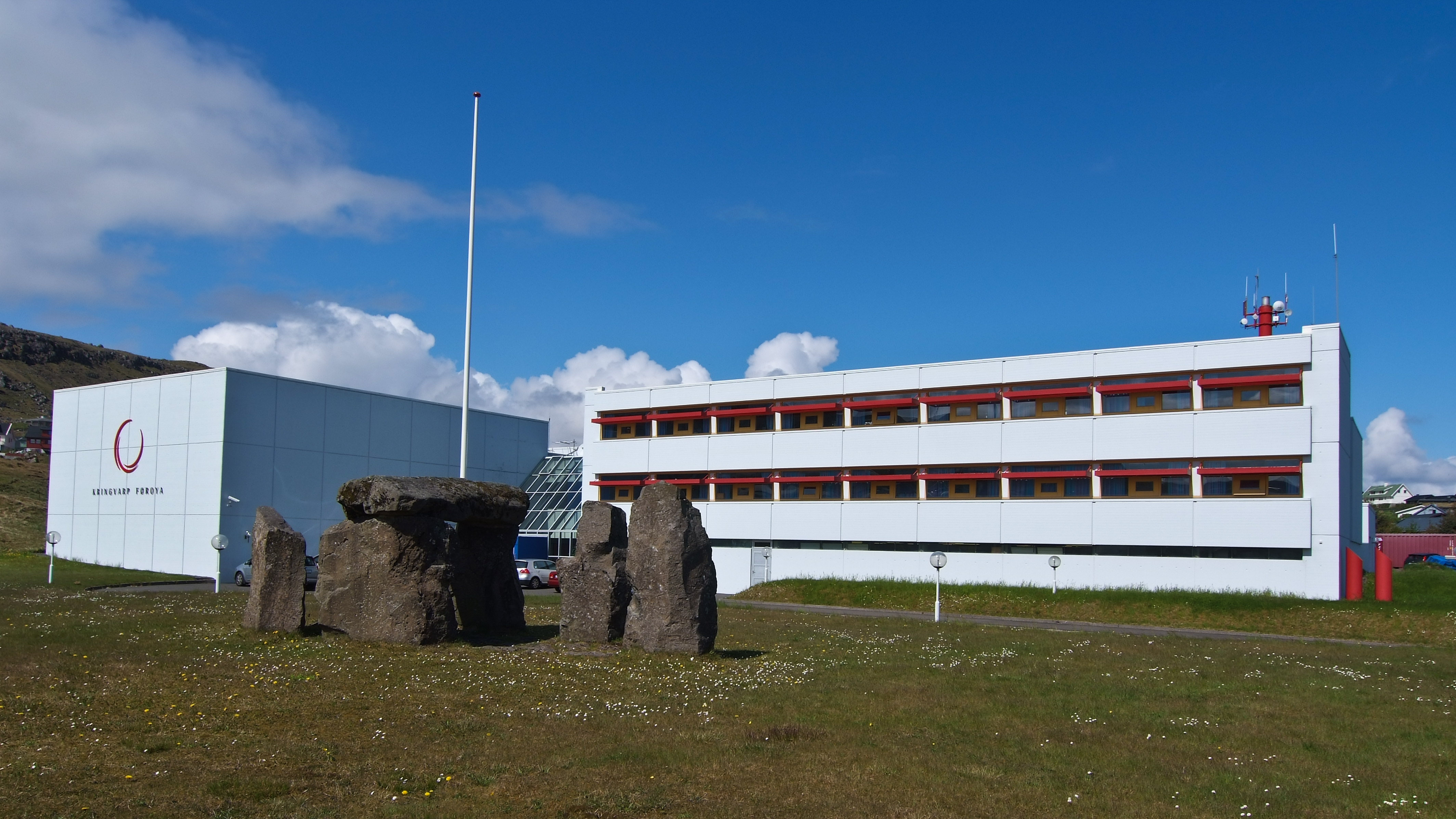
Hauptgebäude der Kringvarp Føroya

Das Radio Útvarp Føroya startete 1957 mit der Ausstrahlung von Sendungen. Der Løgting beschloss 1969 den Aufbau eines Fernsehsenders, der allerdings erst 1981 mit Sjónvarp Føroya gegründet wurde. In Tórshavn wurde daraufhin 1983 die Einrichtung, ein altes Möbelhaus, bezogen und der reguläre Sendebetrieb begann am 1. September 1984.
Der damalige Kulturminister Jógvan á Lakjuni beschloss 2004, die beiden Institutionen zusammenzulegen, um Kosten im Bereich Verwaltung und Betrieb zu sparen. Als Folge dessen wurden die Rundfunkgebühren reduziert, gleichzeitig hat der einzige färöischsprachige Rundfunksender der Welt sein Angebot erweitern können.
Nach der Zusammenlegung haben sowohl Útvarp Føroya als auch Sjónvarp Føroya ihre Namen behalten, auch wenn die Anstalt hinter den Produktionen oftmals Kringvarp Føroya heißt und eigenproduzierte Programme auf Sjónvarp Føroya meistens der Kringvarp Føroya gutgeschrieben werden müssen. Die bedeutendste Eigenproduktion beim Fernsehkanal ist nach wie vor das Nachrichtenprogramm Dagur og vika, und das Radio hat weiterhin seine eigene Nachrichtensendung Útvarpstíðindini.
Am 29. Oktober 2018 wurde Ivan Hentze Niclasen Direktor der Anstalt.